# Monte dei Cappuccini
Il Monte dei Cappuccini è una collina di 325 s.l.m. che sorge nella città di Torino, a circa 200 metri dalla riva destra del Po, in quartiere Borgo Po. È molto vicino al centro storico, in prossimità del Ponte Vittorio Emanuele I, che dà accesso a Piazza Vittorio Veneto. Su di esso, si erge il convento e la chiesa tardo-rinascimentale, manierista, e con interni barocchi di Santa Maria al Monte dei Cappuccini affidati ai frati Cappuccini, da cui il nome.
La collina ospita inoltre, nell'ala sud del convento, il Museo Nazionale della Montagna Duca degli Abruzzi, accessibile dal piazzale panoramico in cima; la Biblioteca Nazionale del Club Alpino Italiano; quindi un ristorante a mezza collina, un laboratorio sotterraneo di fisica nucleare, una villa liberty in Via Gaetano Giardino 9, che ospita alcuni uffici e una parte dell'archivio storico provinciale dei frati Cappuccini.

## Storia

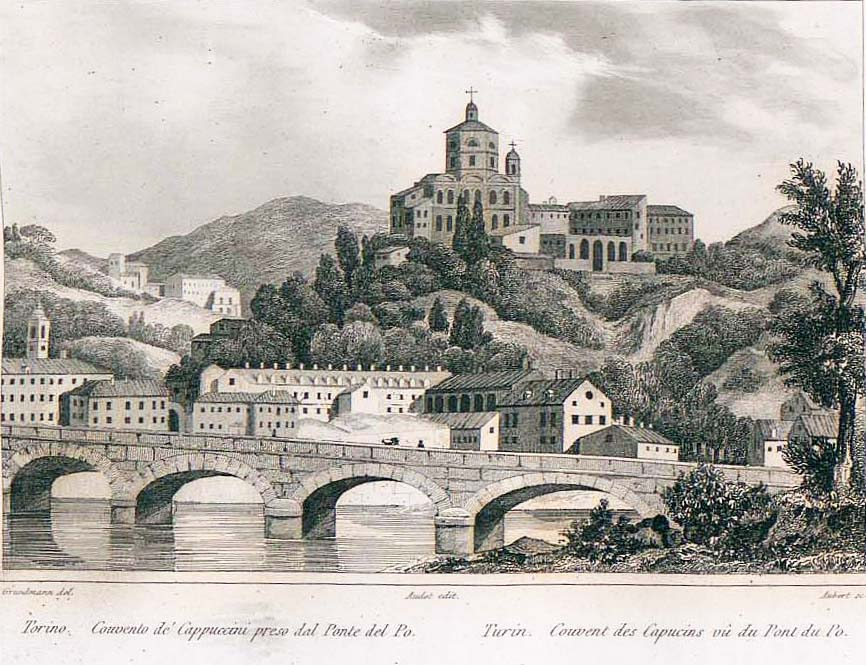
Il Monte dei Cappuccini in un'incisione ottocentesca

### Prima del convento
Questa collina fu utilizzata fin dall'antichità per scopi difensivi, in quanto sovrastante uno dei punti di attraversamento del Po. Gli antichi romani del I secolo a.C. vi dedicarono in cima un piccolo tempio dedicato a Giove, come si evince da resti rinvenuti nel XVI secolo.
Una primitiva fortificazione fu eretta dall'XI secolo, ed era composta da una semplice torre, detta Bastita Taurini. Si attesta la successiva presenza una piccola chiesetta romanica dedicata alla Santa Vergine, intorno al IX secolo, detta Santa Maria alla Bastita. Dal 1204 al 1314 il Monte dei Cappuccini fu un presidio fortificato dei Templari; in alcuni recenti scavi sono stati trovarti reperti del periodo che hanno confermato la loro presenza. Sotto i templari, la fortificazione si evolve e si espande. Dopo la scomparsa dei Templari, i Canonici regolari di Sant'Antonio di Vienne si prendono cura di officiare alla chiesa. Nel 1238 l'imperatore Federico II di Svevia diede la fortificazione a Tommaso II di Savoia, che la modificò in una vera e propria bastida militare, rinforzata a più riprese a causa dei numerosi tentativi di assedio lungo gli anni. Questa rimase possesso della casa comitale di Savoia fino al 1473, quando divenne proprietà privata dei Vasco, poi dei Bersatore di Pinerolo, i Maletto e, infine, i conti Scaravello, che la rivendettero a Carlo Emanuele I di Savoia nel 1581. Questi, al fine di recuperare il consenso cattolico nei territori, donò il monte all'Ordine dei frati minori Cappuccini, già alloggiati in città nel borgo di Madonna di Campagna, al fine di costruire loro un convento e una nuova chiesa, sempre dedicata alla Vergine Maria.

### Chiesa e convento Santa Maria al Monte

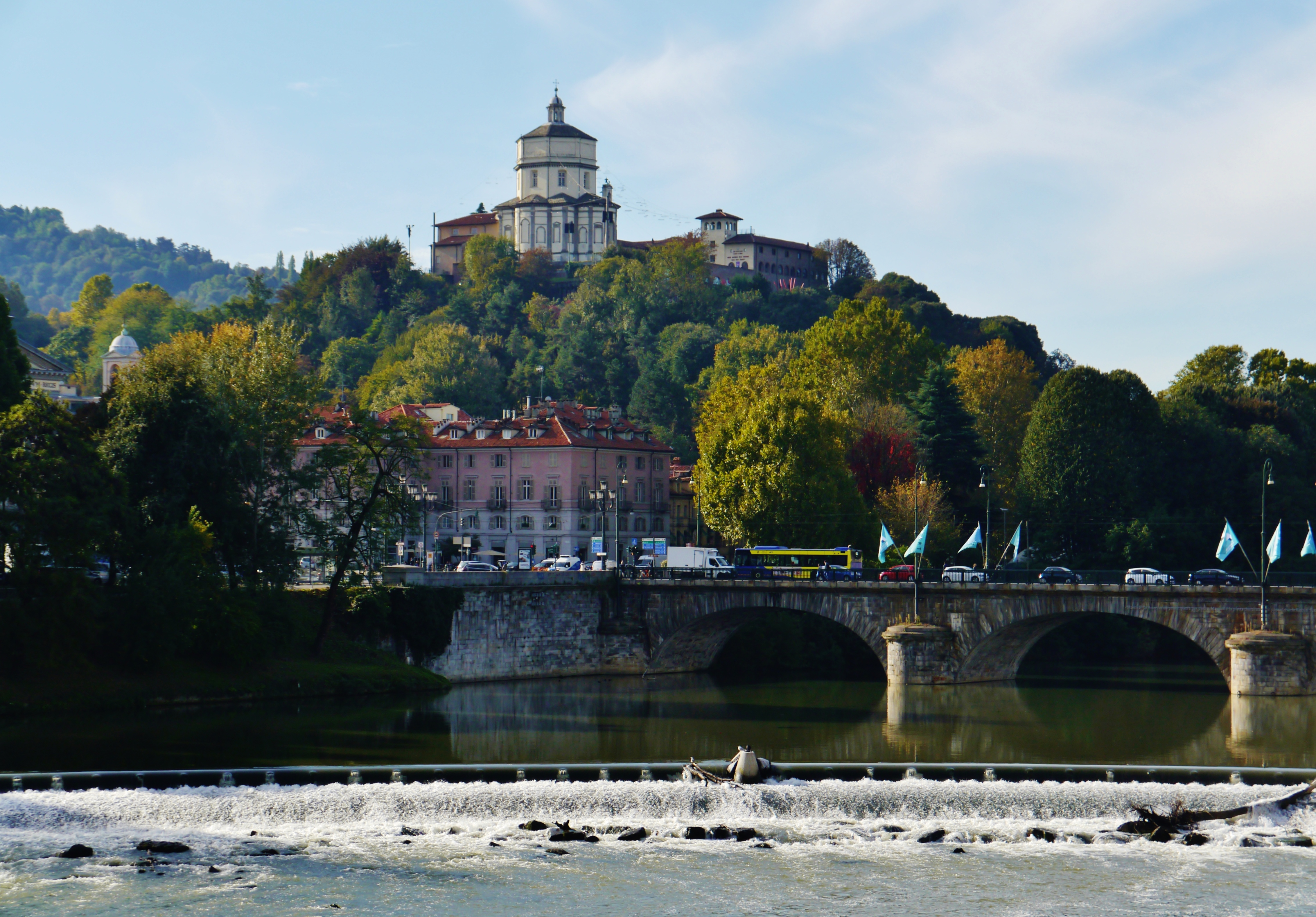
Vista del monte dal Po

I lavori dell'impianto iniziarono nel 1583, sulle basi di un primo progetto dell'ingegner Giacomo Soldati, proseguiti successivamente da Ludovico Vanello. Il progetto di Soldati era in stile rinascimentale, sul modello del tempio a pianta centrale. Già nel 1590, a cantieri aperti, i frati Cappuccini poterono insediarsi nel convento, autorizzati anche ad officiare messa nel 1596, sebbene con la chiesa ancora in costruzione. Due anni dopo i lavori si arrestarono, sia per mancanza di fondi che per l'arrivo della peste a Torino. Il cantiere fu ripreso nel 1611 da Ascanio Vitozzi, che completò il progetto della chiesa con una pianta a croce greca, recuperando un piccolo spazio per l'attuale vestibolo d'ingresso, più la retrostante sala del coro, posta dietro l'altare maggiore. A tutto ciò, aggiunse il progetto dell'imponente tamburo ottagonale in muratura, terminante con un'alta cupola in piombo, che si allontana dallo stile rinascimentale e procede verso una sensibilità manierista o barocca. Tuttavia, Vitozzi morì nel 1615, e i lavori dovettero proseguire con l'architetto Carlo di Castellamonte, che modificò solo alcune parti in classico stile barocco. Nel 1630 giunse una nuova epidemia di peste, che rallentò la fine dei lavori. Questi vennero riaperti e conclusi dal figlio di Carlo, Amedeo di Castellamonte ma, ancora, la guerra civile di Torino 1637-1640 ne impedì la consacrazione e l'inaugurazione. Intanto furono terminati l'alta cupola in piombo (esistente fino al 1801), sia gli interni come, ad esempio, l'altare maggiore, opera dello scalpellino Gabriele Casella, su disegni di Carlo di Castellamonte. Il pittore Isidoro Bianchi di Campione d'Italia vi realizzò al suo interno numerosi affreschi nel periodo 1630-1633. Nelle nicchie furono poste delle statue lignee, opera dello scultore Stefano Maria Clemente. Nel Settecento furono poi aggiunti alcuni preziosi dipinti.

### Dal Seicento a oggi

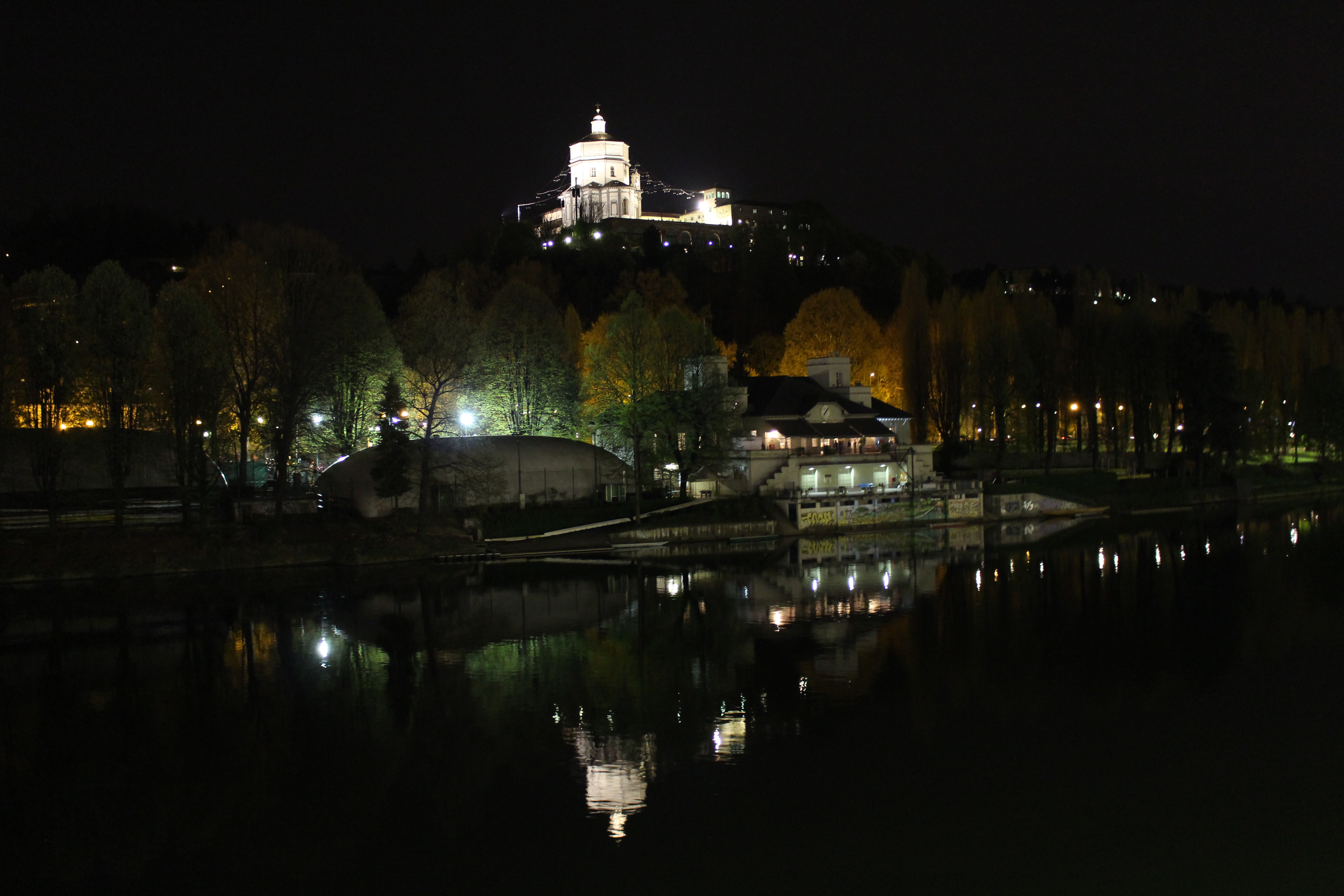
Il Monte di notte, visto dai Murazzi

La chiesa venne solennemente consacrata soltanto il 22 ottobre 1656, in occasione di una breve visita della regina Cristina di Svezia, da poco convertitasi al cattolicesimo e di passaggio da Torino. Pur essendo riconosciuto un luogo di importanza fondamentale per controllare l'accesso orientale di Torino, i francesi non riuscirono a espugnarlo durante il noto assedio di Torino del 1706, a parte una cannonata sulla chiesa.
Nel 1799 poi, il Monte dei Cappuccini venne scelto dalle truppe austro-russe quale postazione per le artiglierie che avrebbero dovuto bombardare Torino se i francesi, nuovamente occupanti in città, avessero offerto resistenza. La chiesa ricevette un solo bombardamento, evento ricordato con una palla di cannone conficcata sulla parete della chiesa, non distante da quella conficcata per ricordare quello del 1706.
Dal 1957, il Comune di Torino concesse uno spazio ricavato da un rifugio antiaereo della seconda guerra mondiale scavato dentro la collina stessa, e accessibile da valle, ad un laboratorio di cosmogeofisica. Il tunnel è accessibile dalla parete ovest, ed è caratterizzato da otto accessi, di cui sei murati, che conducono a un unico tunnel trasversale da nord a sud. Fu scelto questo sito poiché queste particolari ricerche utilizzano strumenti delicati, come ad esempio inteferometri, uniti all'analisi geofisica, che prediligono dei laboratori ground-based (ovvero a livello terra o sottoterra). Il laboratorio poi, passò al Consiglio Nazionale delle Ricerche, mentre oggi è in gestione all'Istituto Nazionale di Fisica Nucleare.
Durante l'occupazione napoleonica, con la soppressione degli ordini monastici, il convento fu temporaneamente destinato a usi privati (in gestione all'avvocato Paolo Raby), quindi rimaneggiato: l'originaria cupola venne asportata per ricavarne il piombo e fu poi sostituita nel 1814, anno di ritorno dei Savoia, con una più piccola in muratura e con piccola lanterna ottagonale, ancor oggi esistente; l'interno della cupola fu decorato da Luigi Vacca.
Fra il 1885 e il 1942, l'area fu servita dalla funicolare del Monte dei Cappuccini, gestita assieme a una birreria, successivamente modificata nell'attuale ristorante. La funicolare partiva dall'allora stradone di Genova (Corso Moncalieri), in linea pressoché retta verso la cima del colle. Oltre ad essere nuovamente sede conventuale, il Monte fu dal 1874, sede di una piccola casa in legno del Club Alpino Italiano; per tal motivo, nel 2003 fu istituita, nell'ala meridionale del complesso conventuale, la sede permanente del Museo Nazionale della Montagna.
Gravemente danneggiato dai bombardamenti durante la seconda guerra mondiale, l'edificio fu restaurato durante anni del dopoguerra. Alcune pregevoli opere pittoriche presenti nella chiesa vennero donate alla Galleria Sabauda.
Nel 1960, sulla parte destra del piazzale del belvedere, venne posizionata un'alta statua bronzea longilinea della Vergine, dedicata a tutti i lavoratori torinesi, opera di Giovanni Cantono. Essa è cinta dalla allora cancellata originale della grotta di Lourdes, dono del vescovo Théas della diocesi francese ai lavoratori della FIAT, che fecero pellegrinaggio al sito mariano nel 1958. Ulteriori importanti restauri alla chiesa e al convento furono eseguiti nel 1962 e nel 1983. Nel 1998, furono installati permanentemente dei neon circolari di color blu, chiamati Piccoli spiriti blu, di Rebecca Horn, a illuminare la cima del colle, specialmente le sere delle feste natalizie, in occasione della manifestazione torinese denominata "Luci d'artista".

## Galleria d'immagini

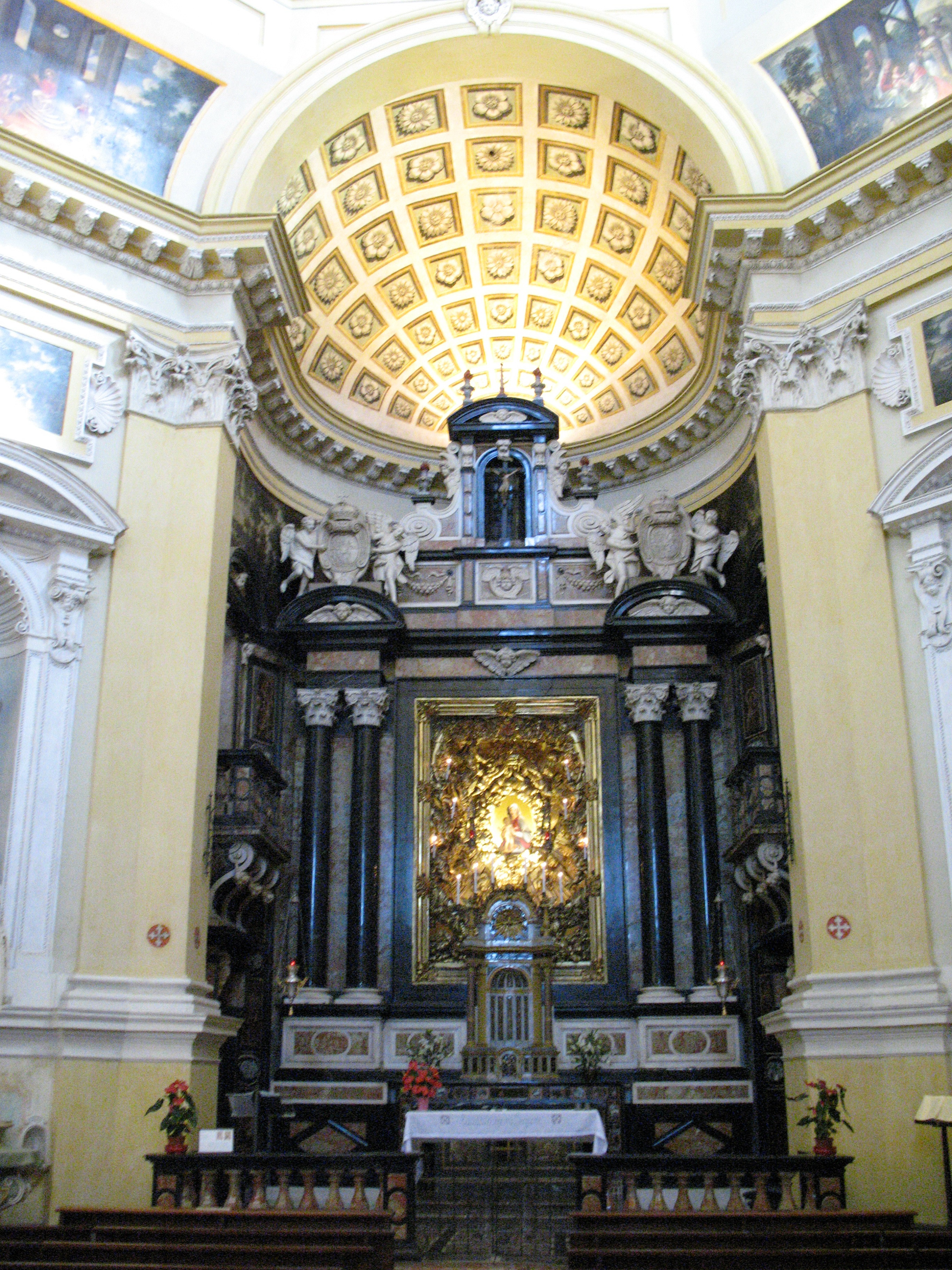
Abside della chiesa
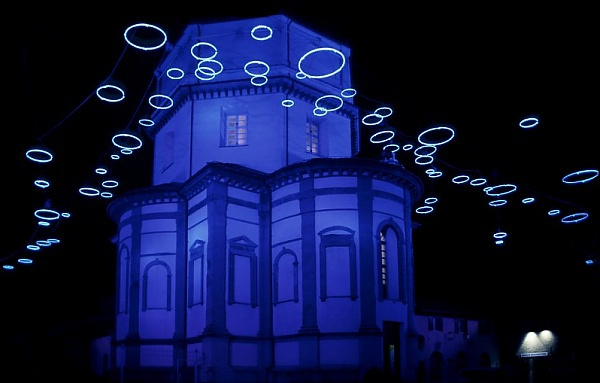
Veduta notturna, con l'illuminazione invernale opera dell'artista tedesca Rebecca Horn
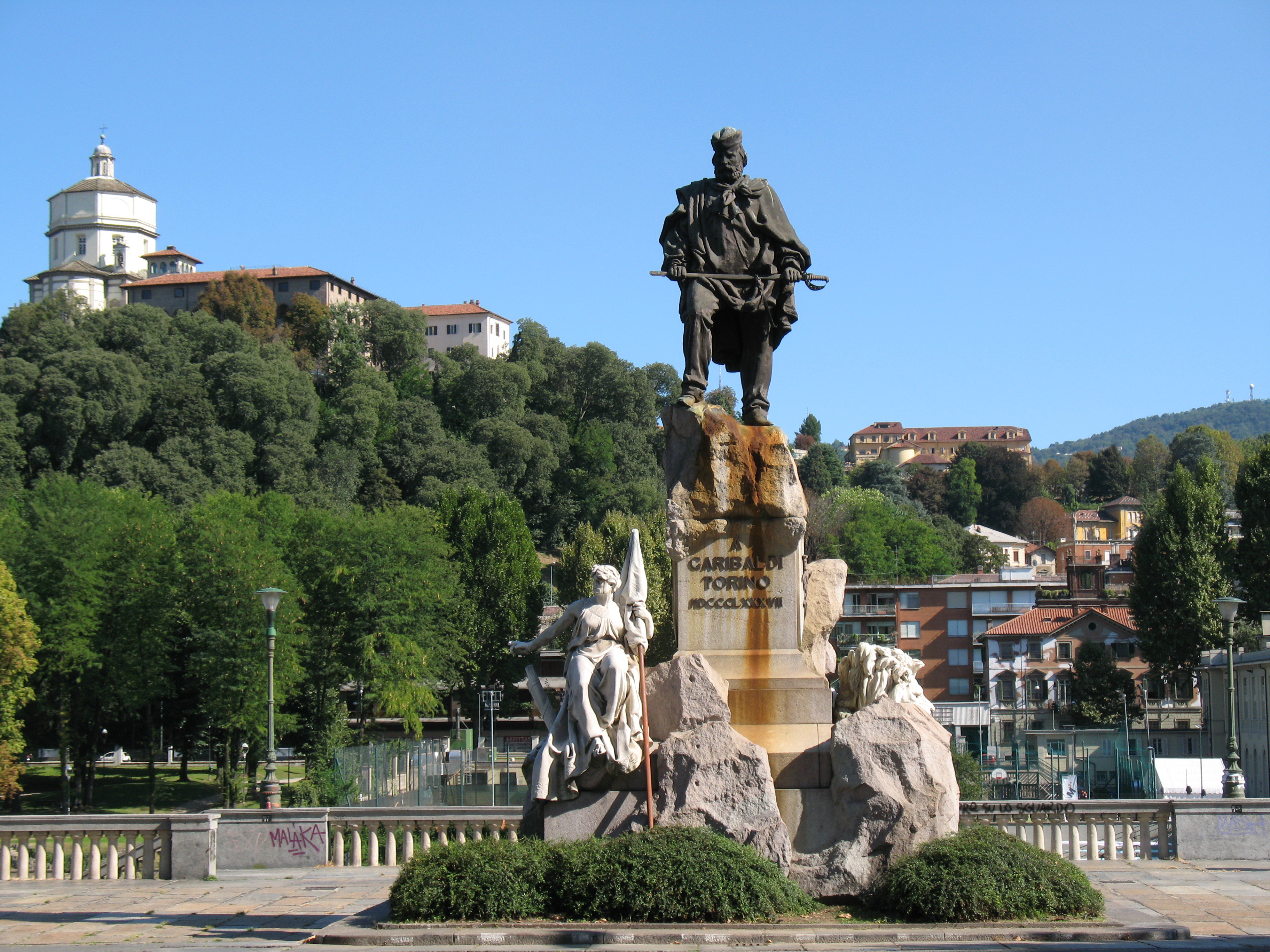
Il Monte dei Cappuccini osservato dal monumento a Garibaldi
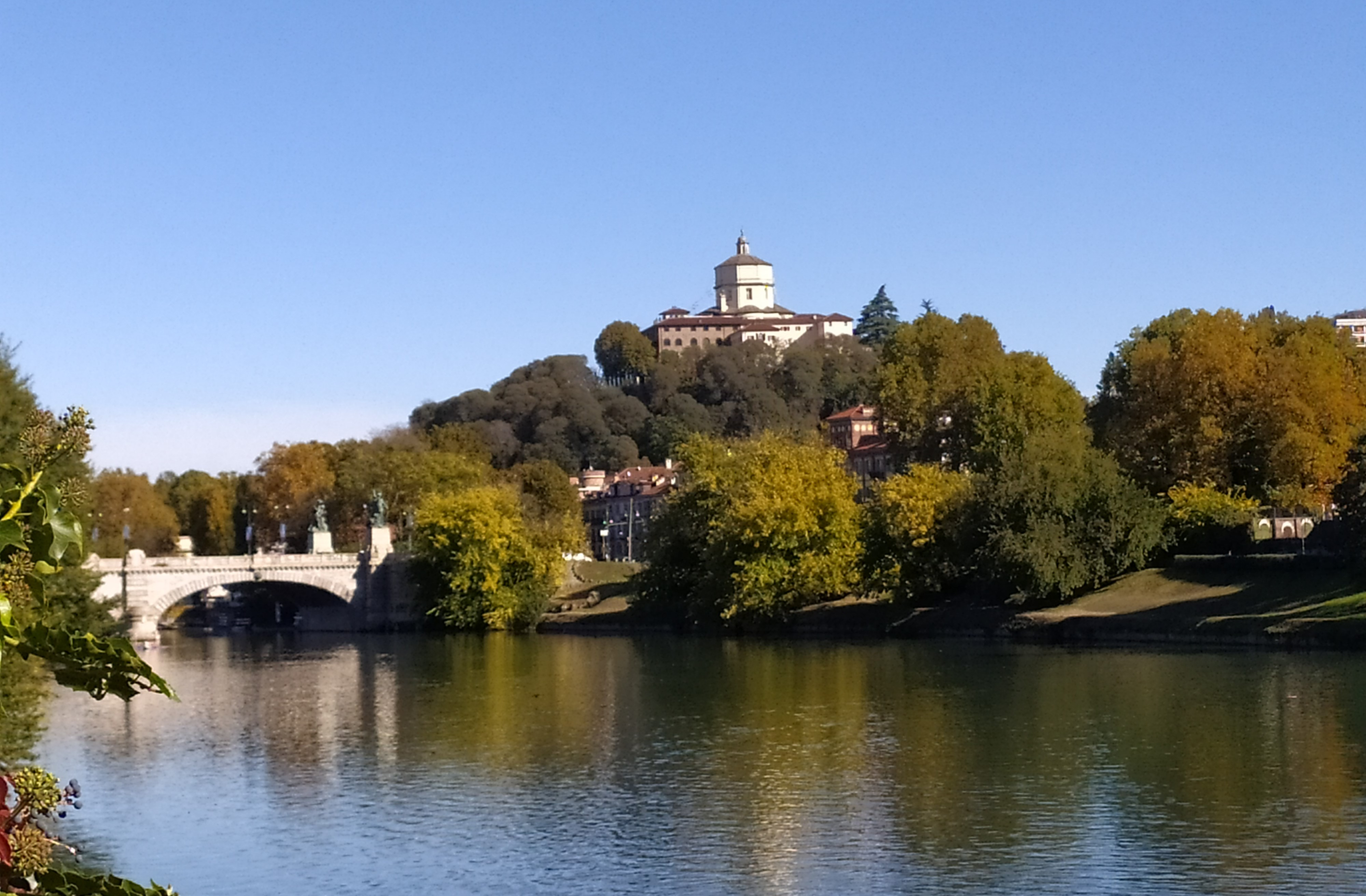
Monte dei Cappuccini visto dal Parco del Valentino
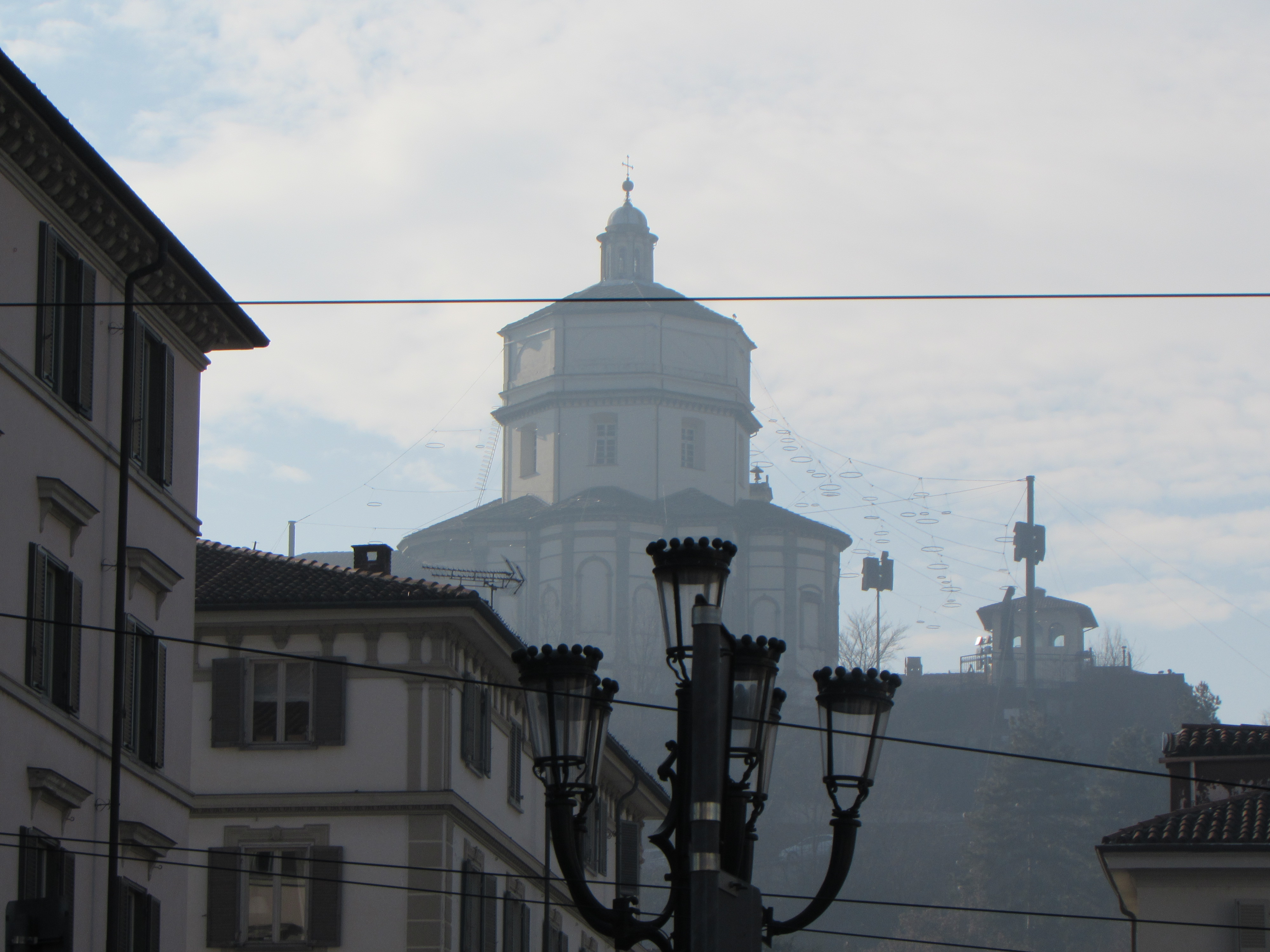
Veduta invernale Monte dei Cappuccini
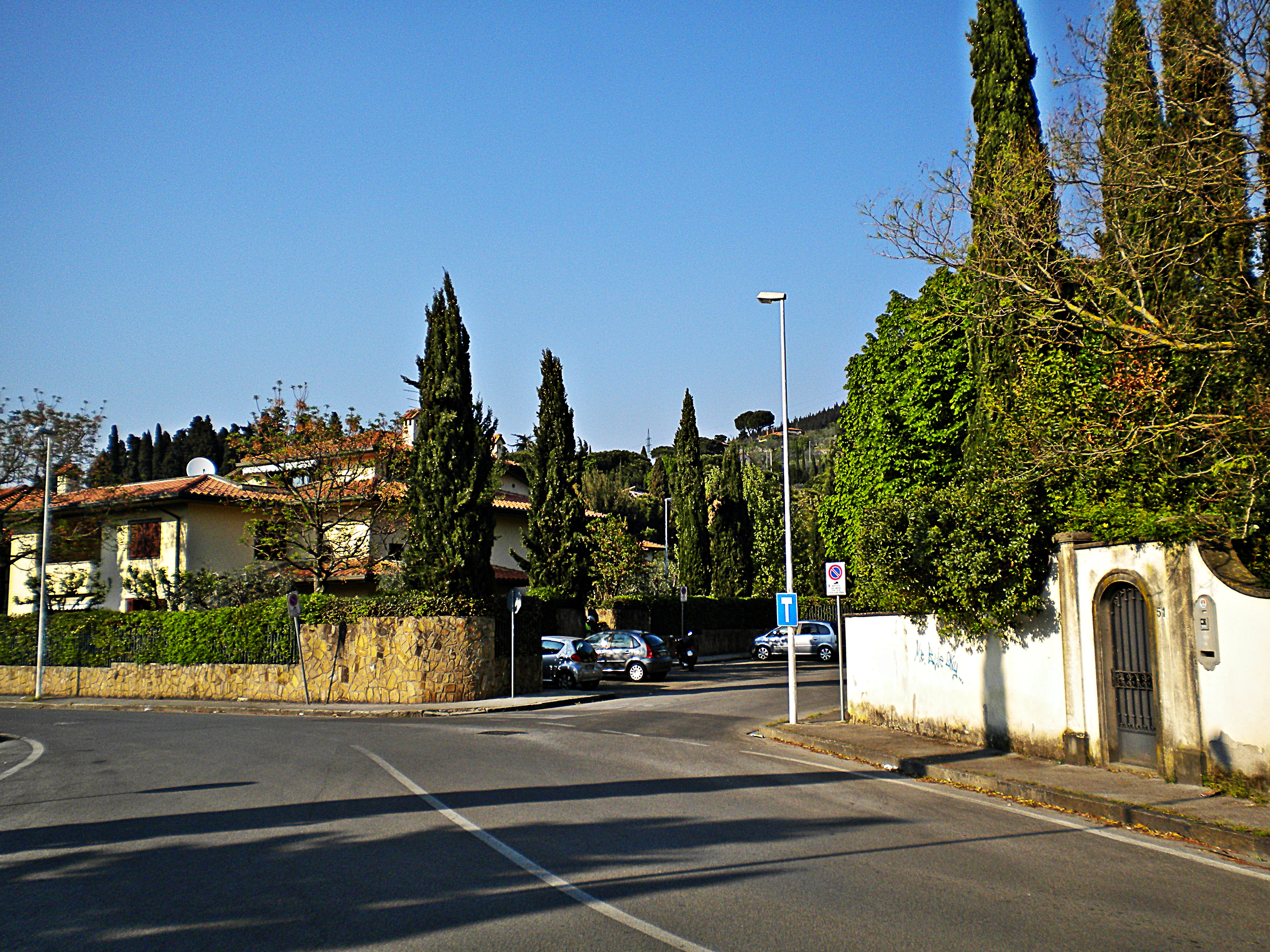
Illuminazione della Chiesa di Santa Maria al Monte, su progetto di Guido Chiarelli, anni sessanta